# Hideo Hashimoto
Hideo Hashimoto (n. 21 mai 1979) este un fotbalist japonez.

## Statistici
| Japonia | Japonia | Japonia |
| An      | Meciuri | Goluri  |
| ------- | ------- | ------- |
| 2007    | 4       | 0       |
| 2008    | 2       | 0       |
| 2009    | 7       | 0       |
| 2010    | 2       | 0       |
| Total   | 15      | 0       |